# Боиница (Караш-Северин)
Боиница (рум. Boinița) насеље је у Румунији у округу Караш-Северин у општини Далбошец. Oпштина се налази на надморској висини од 294 m.

## Становништво
Према подацима из 2002. године у насељу је живело 17 становника, од којих су сви румунске националности.